# 费里耶尔
费里耶尔（法語：Ferrières，法語發音：[fɛʁjɛʁ] ⓘ）是比利时瓦隆大区列日省于伊區的一个市镇，南与盧森堡省接壤，通行法语，是比利时法语社群的一部分，人口4,918人（2018年1月1日）。

## 友好城市
- 法國 沙布利